# Lacydes spectabilis
Lacydes spectabilis is een vlinder uit de familie van de spinneruilen (Erebidae), onderfamilie beervlinders (Arctiinae). De wetenschappelijke naam van de 
soort is voor het eerst geldig gepubliceerd in 1806 door Tauscher.
Deze nachtvlinder komt voor in Europa.